# Peromyia orientalis
Peromyia orientalis är en tvåvingeart som beskrevs av Grover 1964. Peromyia orientalis ingår i släktet Peromyia och familjen gallmyggor. Inga underarter finns listade i Catalogue of Life.